# Rosaline Meurer
Rosaline Ufuoma Meurer es una actriz y productora nigeriana nacida en Gambia. Es más conocida por su interpretación de Kaylah en la serie de televisión Oasis (2014) y su personaje Kemi Alesinloye en la película Merry Men: The Real Yoruba Demons de Ayo Makun (2018).

## Biografía
Meurer nació el 15 de febrero de 1992  en Gambia, donde creció y obtuvo su educación inicial. Su padre era holandés y su madre nigeriana. Tiene un diploma en administración de empresas y estudió fotografía.

## Carrera
Comenzó su carrera como modelo en Gambia, donde fue descubierta en 2009 por el actor y político nigeriano Desmond Elliot, quien le aconsejó que intentara actuar en Nigeria. Se mudó a Lagos, Nigeria y comenzó su carrera cinematográfica con papeles menores en las películas Spellbound (2009) de Emem Isong e In the Cupboard (2011).
También participó en la película Weekend Getaway (2012), después de la cual dejó la actuación y volvió a la escuela en Gambia. Regresó a Nigeria en 2014 y se unió al elenco de la serie de televisión Oasis. Al año siguiente, interpretó a Nneka en Damaged Petal y protagonizó Red Card y Open Marriage.
En el 2017, protagonizó Our Dirty Little Secret. El mismo año, se unió al elenco de la serie de televisión Philip and Polycarp como Mónica y protagonizó The Incredible Father, Pebbles of Love. Posteriormente produjo su primera película The Therapist's Therapy. En 2018, interpretó el papel principal de Valerie en la película Karma de Eniola Badmus y protagonizó a Kemi Alesinloye en Merry Men: The Real Yoruba Demons de Ayo Makun.

## Filantropía
El 25 de mayo de 2017, rehabilitó y encargó el proyecto de agua del mercado principal de Udu, estado del Delta. Como embajadora de la Big Church Foundation on Women and Child, donó dinero a mujeres embarazadas en la 3-H Clinic and Maternity en Warri, Delta State.
También es embajadora de Multisheen Ebony. En 2015, se convirtió en embajadora de la Big Church Foundation on Women and Child. Apareció en la portada de la edición de abril de 2017 de la revista House Of Maliq. En abril de 2019, firmó un acuerdo de patrocinio con DoctorCare247. Cuatro meses después, firmó un contrato de patrocinio con Glo.

## Filmografía

### Cine
| Año  | Título                            | Personaje       | Notas |
| ---- | --------------------------------- | --------------- | ----- |
| 2009 | Spellbound                        |                 |       |
| 2011 | In the Cupboard                   |                 |       |
| 2012 | Weekend Getaway                   |                 |       |
| 2015 | Damaged Petal                     | Nneka           |       |
| 2015 | Red Card                          | Kachi           |       |
| 2015 | Open Marriage                     | Becky           |       |
| 2016 | My Sister And I                   |                 |       |
| 2017 | Pebbles of Love                   | Vanessa         |       |
| 2017 | Our Dirty Little Secret           | Anita           |       |
| 2017 | The Incredible Father             | Susan           |       |
| 2018 | Merry Men: The Real Yoruba Demons | Kemi Alesinloye |       |
| 2018 | Karma                             | Valerie         |       |
| 2019 | Accidental Affair                 | Jenny           |       |
| 2020 | Circle of Sinners                 | Betty           |       |

### Televisión
| Año  | Título              | Personaje | Notas        |
| ---- | ------------------- | --------- | ------------ |
| 2014 | Oasis               | Kaylah    | protagonista |
| 2017 | Philip and Polycarp | Mónica    | protagonista |

## Premios y nominaciones
| Año  | Premios                            | Categoría                               | Resultado | Ref    |
| ---- | ---------------------------------- | --------------------------------------- | --------- | ------ |
| 2017 | City People Entertainment Awards   | Actriz más prometedora del año (inglés) | Nom       | [ 30 ] |
| 2017 | La Mode Green                      | Premio de reconocimiento especial       | Ganador   | [ 31 ] |
| 2016 | Nigeria Goodwill Ambassador Awards | Actriz Next Rate                        | Ganador   | [ 32 ] |